# Estadio Olímpico Atahualpa
Estadio Olímpico Atahualpa – to wielofunkcyjny stadion w Quito, stolicy Ekwadoru. Jest obecnie używany głównie dla meczów piłki nożnej. Stadion ma pojemność 41 000 osób. Wybudowany w 1951 roku znajduje się na skrzyżowaniu Avenida 6 de diciembre i Avenida Naciones Unidas, dwóch głównych ulic w mieście. Swoje mecze rozgrywają na nim kluby piłkarskie Deportivo Quito, CD El Nacional oraz Universidad Católica Quito, w przeszłości arena ta służyła też innym znanym klubom w mieście. Stadion nosi imię księcia Inków Atahualpy.